# کورد ای ۱
کورد ای ۱ از دستهٔ اتومبیلهای سدان، شهری، لوکس و لیموزین است.

## تاریخچه
در اواخر دهه‌های ۲۰ و ۳۰ میلادی، سازندگان اتومبیلهای لوکس مشغول یک مسابقه فن آوری در اتومبیلهای تولیدی خود بودند، برخلاف سازندگان امروز، به تعداد و قدرت سیلندر‌های خودروهای تولیدی علاقه نشان می‌دادند. مدل ال ۲۹ همراه با دیسک چرخ جلو تجربه بسیار خوبی برای شرکت کورد(اتومبیل) بود.
- مدل کورد ای ۱ خودرویی شخصی و فقط برای شخص ای. ال کورد طراحی و ساخته شده است. این مدل یکی از شاهکارهای این کمپانی محسوب می‌شود. نخستین بار در سپتامبر ۱۹۲۹ ای. ال کورد رؤیای این خودرو، خودرویی منحصر به فرد را در سر داشت. وی تیم طراحی را برای طراحی و تولید این خودرو فراخواند و سرانجام در سال ۱۹۳۲ رویایش به حقیقت تبدیل شد.

## دانستنی‌هایی جالب در مورد کورد ای ۱
- کورد ای ۱ دارای یک موتور V-16 است. محور این خودرو ۱۵۶٫۶ اینچ و دارای ۲۰۰ اسب بخار است.
- کورد ای ۱ یکی از طویل‌ترین و زیباترین اتومبیلهای تولید شده در تاریخ است.
- پل براینت استاد بازنشسته فیزیک بازسازی این خودرو را انجام داد و آن را به موزه اهدا کرد.
- کورد ای ۱ هم‌اکنون در محل موزه آبرن، کورد – دوزنبرگ در آبرن ایندیانا نگهداری می‌شود.